# Svatá Kateřina (Svatý Mikuláš)
Svatá Kateřina (německy Sankt Katharina) je vesnice, část obce Svatý Mikuláš v okrese Kutná Hora. Nachází se asi 1,5 kilometru severozápadně od Svatého Mikuláše. Svatá Kateřina leží v katastrálním území Svatá Kateřina u Svatého Mikuláše o rozloze 7,18 km².

## Historie
První písemná zmínka o vesnici pochází z roku 1407.

## Přírodní poměry
Do nejjižnějšího cípu katastrálního území zasahuje malá část přírodní památky Kačina a do severního cípu část přírodní památky Lžovické tůně.

## Pamětihodnosti
- Kostel svaté Kateřiny, panny a mučednice
- Dům čp. 66

## Další fotografie

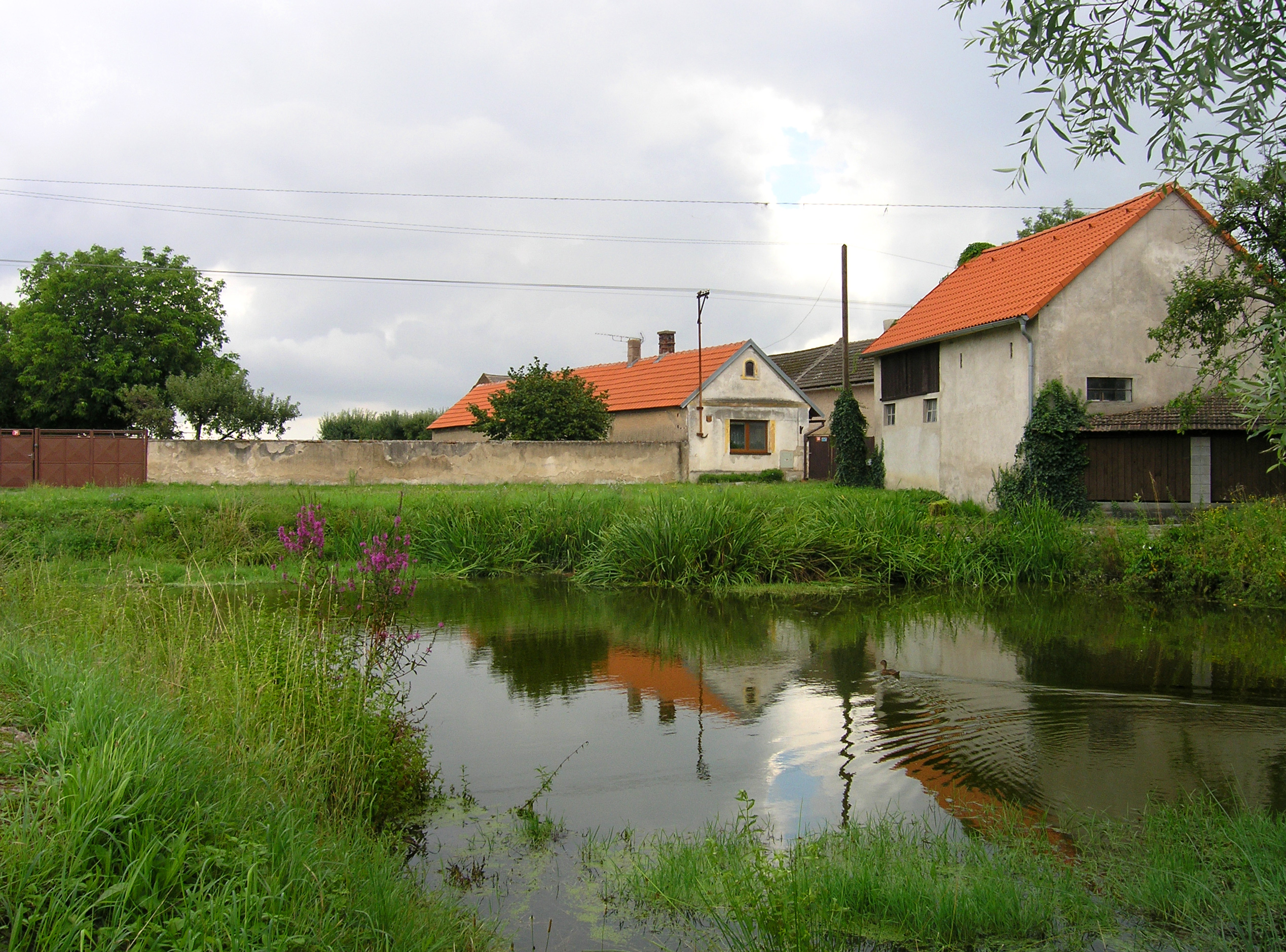
Rybníček
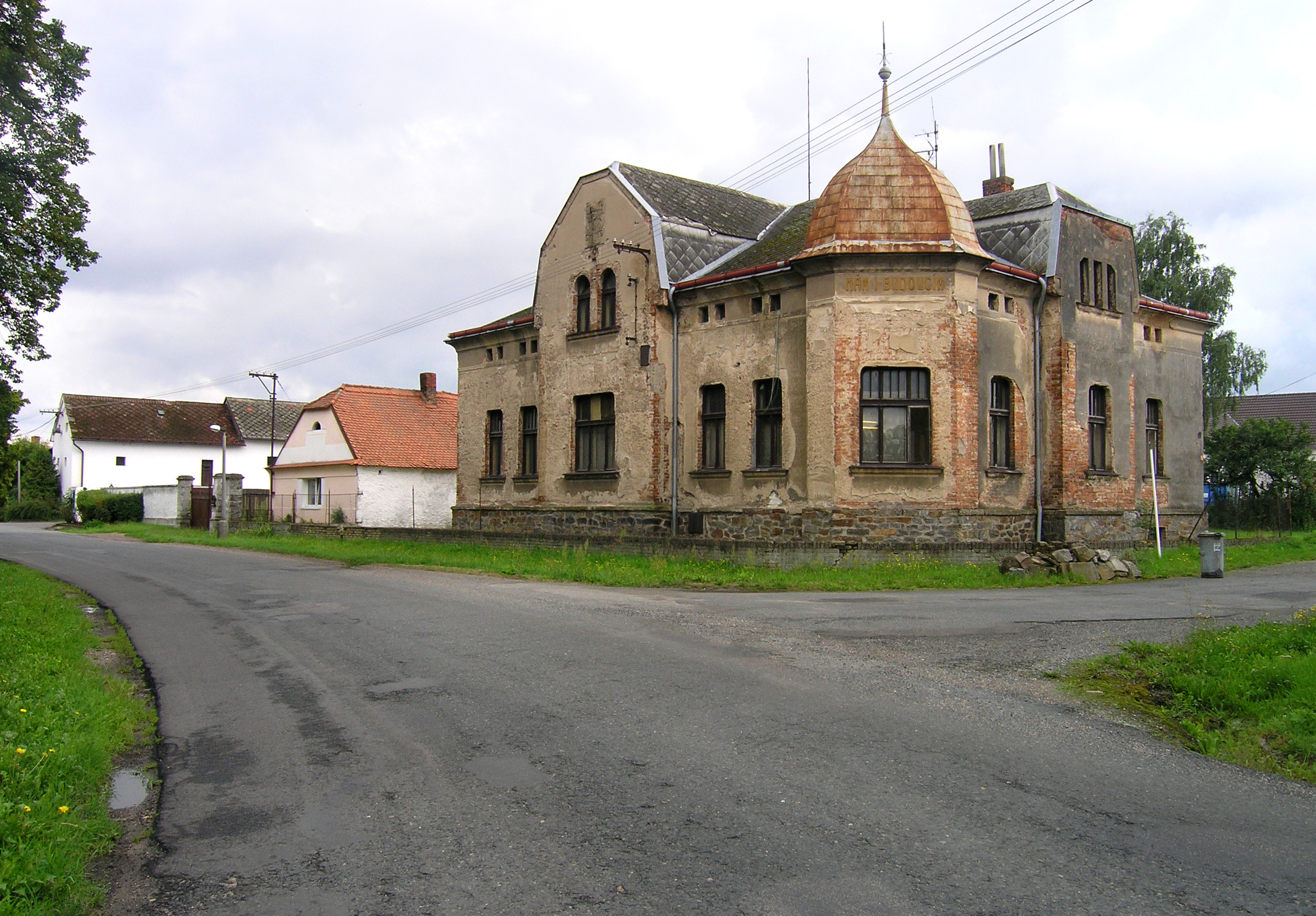
Dům na návsi